# Liolaemus schmidti
Liolaemus schmidti — вид ігуаноподібних ящірок родини Liolaemidae. Мешкає в Чилі і Болівії. Вид названий на честь американського герпетолога Карл Паттерсона Шмідта.

## Поширення і екологія
Liolaemus schmidti мешкають на території чилійського регіону Антофагаста, а також трапляються на крайньому південному сході Болівії, в департаменті Потосі. Вони живуть на високогірних луках пуна.